# Градль, Герман
Герман Градль (нем. Hermann Gradl; 15 февраля 1883, Марктхайденфельд — 15 февраля 1964, Нюрнберг) — немецкий художник, график и иллюстратор, профессор искусств.

## Биография
Герман Градль родился в семье юриста и государственного чиновника (ландрата). После смерти матери в 1881 году мальчик с братьями воспитывался тёткой по отцу в городе Диллинген-на-Дунае. Художественное образование получил, при поддержке своих двоюродных братьев-художников (стиля модерн) Германа Градля-Старшего и Макса Йозефа Градля, в мюнхенской Школе прикладного искусства, куда поступил в 1899 году. Уже в это время художник выполнял заказы для фарфоровой фабрики Нимфенбург — создавая эскизы декора в стиле модерн. За эти работы на парижской Всемирной выставке Г. Градль был удостоен Большого приза. В 1901 году он перешёл в Королевскую школу прикладного искусства в Мюнхене, первоначально в класс ткацкого мастерства и тканей. Постепенно увлёкся живописью, в связи с чем самостоятельно изучал работы старых мастеров в мюнхенской Новой пинакотеке, в особенности немецкую и голландскую живопись. Разрабатывал интерьеры жилых помещений, как график был автором экслибрисов, книжных иллюстраций, винных карт и ресторанных меню, узоров для тканей и керамики и т. п. В 1907 году художник был приглашён на преподавательскую работу в Королевскую школу прикладного искусства в Нюрнберге (ныне — Академия изящных искусств), в классы тканей, керамики и детской игрушки.
Как живописец Г. Градль сформировался самоучкой. В 1909 году он выиграл художественный конкурс города Нюрнберг. С этого момента он занимался почти исключительно пейзажной тематикой. Городская галерея Нюрнберга купила первое полотно художника — «На голубином дворе», — выставленное на экспозиции франконских живописцев. Г. Градль участвовал в выставке 1913—1914 годов в мюнхенском Стеклянном дворце. Во время выставки нюрнбергских художников в Лейпциге в 1918 году все представленные там 12 картин работы Градля были распроданы в течение одного часа.
Помимо живописи, в 1920-е годы художник активно занимался книжным иллюстрированием — трилогии Вильгельма Раабе, «Потерянной рукописи» и «Предков» Густава Фрейтага, издания «Сказки немецких поэтов» и многое другое. Он также разработал в 1925—1930 годы дизайн керамических изделий, особенно популярны его рождественские тарелки. В 1920 году вышла в свет монография Генриха Бингольда о его творчестве, в 1924 году за ней последовало издание «Немецкие пейзажи Германа Градля». В 1922—1927 годы он написал более 200 масляных картин и графических работ с видами Рейна, вдоль течения которого художник проехал на автомобиле от его истока и до устья. 50 из них были выставлены в галерее Кёльнского собора. В 1926 году Г. Градль становится профессором искусств. В 1933 он совершает путешествие по странам Средиземноморья.
С приходом к власти в Германии национал-социалистов художественные позиции Г. Градля укрепились ещё больше, так как его творческое мировоззрение соответствовало ориентированную на немецкий натурализм XIX века культурную политику Третьего рейха. В 1934 году он вступает в «Национал-социалистский союз учителей» (NSLB). Особо популярными в Германии 1930-х — 1940-х годов работы художника становятся после посещения его мастерской в Нюрнберге в 1937 году А. Гитлером. Так описывает художник это событие в своей автобиографии:

Я ожидал фюрера перед дверьми в мастерскую. Обер-бургомистр представил меня, за чем последовал пронзительный, проверяющий взгляд фюрера. Он вошёл в мастерскую, со смешанными чувствами я последовал за ним. Все полотна, что висели и стояли вокруг, были внимательно осмотрены, при этом он не сказал ни слова. Сопровождение находилось на почтительном удалении, стояла мучительная тишина. Фюрер сел на мой диван и продолжал осматриваться в мастерской. Я одиноко стоял напротив него у окна. Внезапно он встал, подошёл ко мне — я был совершенно перепуган, так дико он выглядел — и сказал: "Я уничтожу большевистское искусство и в кратчайшие сроки, можете быть в этом уверены, мой дорогой профессор.
 Гитлер лично отобрал восемь картин Г. Градля для Большой германской художественной выставки в Мюнхене. До 1943 года его работы были представлены на всех этих «Больших выставках».
В письме, написанном Г. Градлем обер-бургомистру Нюрнберга Вилли Либлю в том же 1937 году художник высказывал так свои ощущения по итогам визита А. Гитлера:

Я имел незаслуженное счастье получить высшую награду, о которой только может думать и на которую надеется немец: быть принятым Фюрером, получить разрешение прожить несколько часов рядом с Фюрером. За это восхитительнейшее и незабываемое переживание, этот главный момент моей жизни я обязан Вашей благосклонности, высокоуважаемый господин обер-бургомистр. Мою благодарность за это я надеюсь лучше всего выразить тем, что изо всех сил буду использовать всё моё умение, чтобы созданный нашим Фюрером прекрасный Третий Рейх и в особенности нашу родину Франконию так воспеть красками, что она ещё ближе станет немецкому народу. Да здравствует Фюрер (Heil dem Führer!).
В 1939 году Г. Градль был назначен директором Академии. На проходившей в её здании в 1940 году «Выставке современных франконских художников» его работы занимали центральное место. Посетивший её А. Гитлер приобрёл там полотно «Майнский ландшафт» за 23 тысячи рейхсмарок. Г. Градль — почётный гражданин родного города Марктхайденфельд с 1942 года.
В свою очередь Гитлер неоднократно высказывался, что Градль является лучшим из современных немецких пейзажистов. Если до 1937 года картины его покупали — по собственному признанию художника — преимущественно крупные торговцы и чиновники, а также промышленники, то в 1937—1945 годы это были в первую очередь разбогатевшие национал-социалисты. Из представленных картин Г. Градля в течение 1937—1944 годов на «Больших выставках» А. Гитлером было приобретено 10 полотен, Й. Геббельсом — 5. В 1938 году по предложению Гитлера Г. Градль принял в нюрнбергской Школе прикладного искусства руководство классом пейзажной живописи. В 1939 году он получил от фюрера заказ на 6 крупноформатных полотен для столового зала в построенном в Берлине здании Новой Рейхсканцелярии. Картины должны были изображать различные природные виды, типичные для Германии: «Горные вершины», «Нагорья», «Ручеёк», «Озёра», «Равнина» и «Речной пейзаж». Г. Градлю, которого Гитлер считал не только лучшим пейзажистом, но и входящим в число 12 незаменимых мастеров Третьего рейха, за эти работы было выплачено к маю 1941 года 120 тысяч рейхсмарок. В настоящее время местонахождение этих полотен неизвестно.
1 января 1941 года — по личной просьбе Гитлера — художник вступил в НСДАП. В том же году умерла его жена. В 1942 году Г. Градль порвал с католической церковью. В 1943 году в свет вышла книга «Г. Градль. Немецкий пейзаж» с 80 иллюстрациями. В 1944 году подписанный Гитлером список освобождённых от военных действий 12 лучших художников Германии Gottbegnadeten-Liste включал также и Градля. После занятия американскими войсками Нюрнберга в апреле 1945 года он уехал в родной Марктхайденфельд. От руководства Академией Градль был отстранён. В процессе денацификации художник в марте 1948 года был Особой комиссией признан «попутчиком» нацистов и приговорён к штрафу в размере 2-х тысяч марок. После вынесения этого приговора художник был восстановлен в должности директора Академии в Нюрнберге, однако уже в том же году он ушёл на пенсию.
В период между 1949 и 1954 годами Г. Градль путешествовал по Западной Германии (Верхний Пфальц, Рейнская область, Франкония и пр.) и Италии. В 1955 он выехал на этюды на Мозель. В 1955 году прошла его первая послевоенная персональная выставка в Вюрцбурге. После своего ухода на пенсию Градль создал почти 1 тысячу картин. Всего же он является автором более чем 8 тысячи рисунков, почти 2100 полотен масляными красками, сотен различных иллюстраций. В 1963 году город Вюрцбург приобрёл 300 его графических работ и 50 полотен.
Скончался в свой день рождения от инфаркта миокарда. Часть своих произведений художник завещал родному городу, где была затем должна была быть открыта его картинная галерея.
Г. Градль обратился к живописи достаточно поздно, в возрасте 25 лет. Был самоучкой — учился на работах старонемецкой и голландской школ, а также картинах немецких натуралистов и романтизированных реалистов XIX столетия. Писал преимущественно мало- и среднеформатные пейзажи, городские виды и сценки, в которых чувствуется влияние Ханса Тома и Карла Шпицвега. Работы Г. Градля — своими идиллическими сельскими пейзажами и жанровыми работами о мирной жизни маленьких городков — полностью соответствовали запросам национал-социалистической культурной политики.

## Дополнения
- Stadt Marktheidenfeld — Informationsraum zum Leben und Werk von Hermann Gradl. Биография и некоторые из пейзажей Г. Градля. (нем.)